# UBC Winter Sports Centre
UBC Winter Sports Centre egy jégkorongstadion a kanadai Vancouver városában. Az University of British Columbia területén található stadion az ún. többfunkciós csarnokok közé tartozik, így a jégkorong-mérkőzéseken kívül más eseményeket is lebonyolíthatnak a pályáján. A 3300 m²-es csarnokban 7000 ember szurkolhat.

## Története és jövője
Vancouver 2003-ban nyerte el a 2010. évi téli olimpiai játékok rendezési jogát, így szükségessé vált egy kisebb jégkorong-stadion építése, amely a General Motors Place mellett a jégkorongtorna második helyszíne volt. Az építkezés 2006 áprilisában kezdődött, az átadást 2008 nyarára tervezték. 2009-től a UBC Thunderbirds csapata itt játssza otthoni mérkőzéseit. A csarnokban a 2010. évi téli olimpiai játékok és az azt követő paralimpiai játékok alkalmával a férfi és női jégkorong-torna mérkőzéseit rendezték. A játékok után az egyetem sportolói és a helyi sportegyesületek vették használatba a csarnokot. 

## Fordítás
- Ez a szócikk részben vagy egészben a UBC Winter Sports Centre című angol Wikipédia-szócikk ezen változatának fordításán alapul.  Az eredeti cikk szerkesztőit annak laptörténete sorolja fel. Ez a jelzés csupán a megfogalmazás eredetét és a szerzői jogokat jelzi, nem szolgál a cikkben szereplő információk forrásmegjelöléseként.
- Ez a szócikk részben vagy egészben a UBC Winter Sports Centre című német Wikipédia-szócikk ezen változatának fordításán alapul.  Az eredeti cikk szerkesztőit annak laptörténete sorolja fel. Ez a jelzés csupán a megfogalmazás eredetét és a szerzői jogokat jelzi, nem szolgál a cikkben szereplő információk forrásmegjelöléseként.